# モタリ

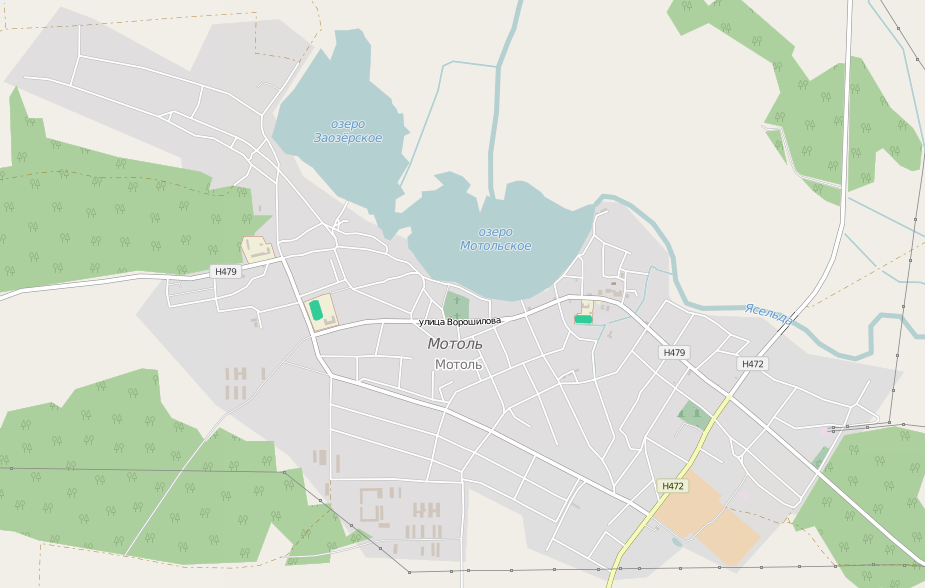
モタリオープンストリートマップ

モタリ (ベラルーシ語: Моталь, ロシア語: Мотоль, ポーランド語: Motol, イディッシュ語: מאָטעלע)イヴァノヴォ地区の農村。ベラルーシのブレスト州にある。

## 建築物と記念物
- 1888年の変容教会
- ボリスとグレブチャペル。1986年。
- イスラエルのワイツマン（木）の初代社長の自宅。
- 2004年に復元されたユダヤ人墓地、
- 第二次世界大戦中に死亡した村人の記念碑。
- 慰霊碑（墓地）。
- 青銅器時代と石器時代の遺跡。

## 著名な居住者と出身者
- ハイム・ヴァイツマン
- レナード・チェス - 創設者チェス・レコード